# Radzionków
Radzionków ( [raˈd͡ʑɔŋkuf]IPA, německy Radzionkau) je město v jižním Polsku ve Slezském vojvodství v okrese Tarnovské Hory. Leží na historickém území Horního Slezska mezi Bytomí, Tarnovskými Horami a Slezskými Pěkary, je součástí katovické konurbace. V roce 2024 zde žilo 16 020 obyvatel.
Patří k oblasti s vysokým podílem slezské národnosti – při posledním sčítání lidu se takto označilo 32,7 % obyvatel tarnohorského okresu.

## Historie
První písemná zmínka o Radzionkowě pochází z roku 1326. Původně zemědělská vesnice se v 19. století proměnila v ryze průmyslové středisko díky aktivitám průmyslnického rodu Henckel von Donnersmarck, který v té době vlastnil zdejší panství. V roce 1871 byl otevřen černouhelný důl Radzionków a v roce 1884 tavírna zinku Lazarus, dále zde existovalo několik vápencových lomů. V současnosti už nejsou tyto podniky těžkého průmyslu v provozu, na jejich místě ve čtvrti Buchacz vznikla ekonomická zóna.
K Polsku byl dříve německý Radzionków přičleněn v roce 1922. V meziválečné době probíhala polsko-německá hranice jižním okrajem obce, na německé straně až do konce druhé světové války zůstávala Bytom. Roku 1951 Radzionków získal status města. Při správní reformě v roce 1975 byl připojen k Bytomi a opět se osamostatnil k 1. lednu 1998.
V roce 2015 byl v Radzionkowě založen Ústav dokumentace deportací Hornoslezanů do Sovětského svazu (Centrum Dokumentacji Deportacji Górnoślązaków do ZSRR) zaměřený na tuto významnou kapitolu poválečných perzekucí místního obyvatelstva. 

## Památky
Nejpopulárnější turistickou atrakcí městečka je Muzeum Chleba věnované především pekařským dějinám a technologiím a místní historii a folklóru. Působí zde dětský Taneční a pěvecký soubor Mały Śląsk (Malé Slezsko).

## Doprava
Přes Radzionków vede železniční trať z Katovic do Tarnovských Hor, která je součástí tzv. uhelné magistrály, hlavní železniční spojnice Horního Slezska a Baltu. V městečku se nachází stanice Radzionków a zastávka Radzionków Rojca. Městskou autobusovou dopravu zajišťují linky integrovaného systému katovické aglomerace (Zarząd Transportu Metropolitalnego, ZTM).